# Ophiogobius jenynsi
Ophiogobius jenynsi är en fiskart som beskrevs av Hoese, 1976. Ophiogobius jenynsi ingår i släktet Ophiogobius och familjen smörbultsfiskar. Inga underarter finns listade i Catalogue of Life.